# Walter Brandligt
Walter (Wolter) Brandligt (Kampen, 14 mei 1901 – Overveen, 1 oktober 1943) was een Nederlands schrijver en letterkundige. Brandligt was daarnaast actief in het Nederlandse verzet tijdens de Tweede Wereldoorlog.

## Leven en werk
Geboren in Kampen op 14 mei 1901, was hij de zoon van Hendrik Aalt Brandligt en Jacoba Johanna Horst. Het gezin Brandligt verhuisde niet lang na de geboorte van Walter naar Amsterdam. Zijn eerste huwelijk was met Neeltje de Jager, met wie hij zijn dochter Elisabeth Brandligt kreeg. Vier jaar na de scheiding met Neeltje, trad Brandligt op 12 maart 1936 in het huwelijk met Anna Wijbrandina Geertruida Brandligt-Mossel (roepnaam: Annetje) en verhuisden ze op diezelfde dag naar Cagnes-sur-Mer in Frankrijk. Uit dit huwelijk werd hun zoon Cees (Constant) Brandligt (1937) geboren. Walter Brandligt kreeg vier kleinkinderen Stephan-, Jeroen-, Jorinde- en Arend Brandligt.
Brandligt had diverse baantjes voor hij zich volledig richtte op de letteren. Zo is hij sergeant, bankbeambte, boekhouder van een groentehandelaar op de verdwenen Amsterdamse groentemarkt, vertegenwoordiger van Palmolive en firmant van een grossierderij in zuidvruchten die met een groot tekort failliet ging, geweest. Daarnaast beoefende hij diverse hobby’s zoals motorrijden, jagen, vissen, fotograferen en filmen. In 1934 besloot hij zich volledig aan het schrijverschap te wijden, want dat was het enige wat hem ernst was. Voordat de bezetter zijn werk onmogelijk maakte verschenen de volgende boeken van Walter Brandligt:
- Witte Gait (1933)
- Kerels in Grandel (1935)
- Concubinaat (1938)
- Gaalman's carrière (1939)
- Het goede hart (1942)
- De kromme voorzienigheid: een bundel nagelaten werk (postuum uitgegeven in 1947)

Verder publiceerde hij verschillende korte verhalen in onder andere Elsevier, de Groene Amsterdammer en de Vrije Katheder, was hij dichter van onder andere "laat Getij" en "Ik zag" en schreef hij boekbeschouwingen in de Deventer Courant. Tijdens de tweede wereldoorlog was Brandligt redacteur van De Vrije Kunstenaar en heeft hij de inleiding geschreven bij de clandestiene uitgave van een reeks zelfportretten die beeldhouwer/schilder Cor van Teeseling had getekend in de dodencel. De Kromme voorzienigheid is naast de bundel nagelaten werk ook de titel van het poppenspel dat hij schreef voor actrice Nell Knoop.

## Leven in Cagnes-sur-Mer
Cagnes-sur-Mer, gelegen aan de kust van Zuid-Frankrijk, staat bekend als een kunstenaarskolonie waar veel Nederlandse kunstenaars zich vestigden . Hier vond ook Brandligt zijn thuis aan de Rue Sainte-Anne, nu bekend als de Rue du Planastel. Hier wijdde hij zich voornamelijk aan het schrijven, waarbij hij boeken als "Concubinaat" en "Gaalman’s Carrière" uitbracht. Maar ook werkte hij samen met Johannes Skolle (Later John Skolle) aan de productie van de film Une Histoire Empoisonnée. Enkele Nederlandse schrijvers die in Cagnes-sur-Mer woonden, waren onder meer Hans van der Kallen (bekend als: Havank), Elisabeth de Meijier en Cees Kelk, naar wie Brandligt zijn zoon, die in Cagnes werd geboren, heeft vernoemd en die de aanleiding was van zijn vestiging in Canges. Vanuit deze gemeenschap keerden Walter Brandligt en de beeldhouwer Frits van Hall samen met hun familie, via Parijs, terug naar Nederland, waar ze later deelnamen aan het verzet. Suzy van Hall, de zus van Frits van Hall, kreeg hier een relatie met Gerrit van der Veen met wie Brandligt in de oorlog intensief samenwerkte. Na de oorlog keerde Brandligt-Mossel terug naar Cagnes-sur-Mer waar ze haar intrek nam als buurvrouw van Havank.

## Tweede Wereldoorlog
De familie Brandligt vestigde zich eind 1939 in het huis 'De Tuinfluiter' in het Gelderse Epse. De keuze voor Epse werd mede bepaald door de aanwezigheid van de zus van A. Brandligt-Mossel, Co Mijnders, die in Deventer woonde samen met haar echtgenoot, Jan Mijnders, die eveneens betrokken was bij het verzet. Brandligt verbleef echter voornamelijk in Amsterdam, bij Nell Knoop. Hij woonde hier samen met Lucie Visser met wie hij een relatie had. Zowel Lucie Visser als Nell Knoop waren actief in het verzet. Vanuit Amsterdam stuurde Brandligt joodse onderduikers door naar 'De Tuinfluiter' in Epse, waar Brandligt-Mossel verbleef. Deze plek fungeerde als tussenopvang. Brandligt-Mossel zorgde ervoor dat ze elders langer konden onderduiken. Een enkeling verbleef langer bij De Tuinfluiter, zoals Chaim Knorringa (schuilnaam Ome Nelis) en Fred Rodrigues, met echtgenote Grace, die zich o.a. ook Alfred Brent liet noemen. Met deze laatste schreef Brandligt-Mossel ook voor het verzetskrantje "Op de Keper". Ook verbleven er regelmatig verzetsmensen om even op adem te komen.
In Amsterdam was Brandligt inmiddels aangesloten bij CS-6, een linkse verzetsgroep. De naam zou kunnen zijn afgeleid van het adres waar de groep ontstond, Corellistraat 6, maar anderen suggereren dat het staat voor 'Centre de Sabotage nummer 6'. De groep hield zich bezig met het verzamelen van wapens en begon met sabotage, later ook met het liquideren van NSB'ers en verraders. Brandligt nam deel aan tal van verzetsacties, zo vervaardigde hij  samen met Gideon Boissevain en Mik van Gilse brandbommen in radio’s, die ingeleverd moesten worden, om zo gebouwen te vernielen waar radio’s waren opgeslagen. Ook heeft Brandligt meegeholpen bij de aanslag op het Amsterdams Bevolkingsregister.

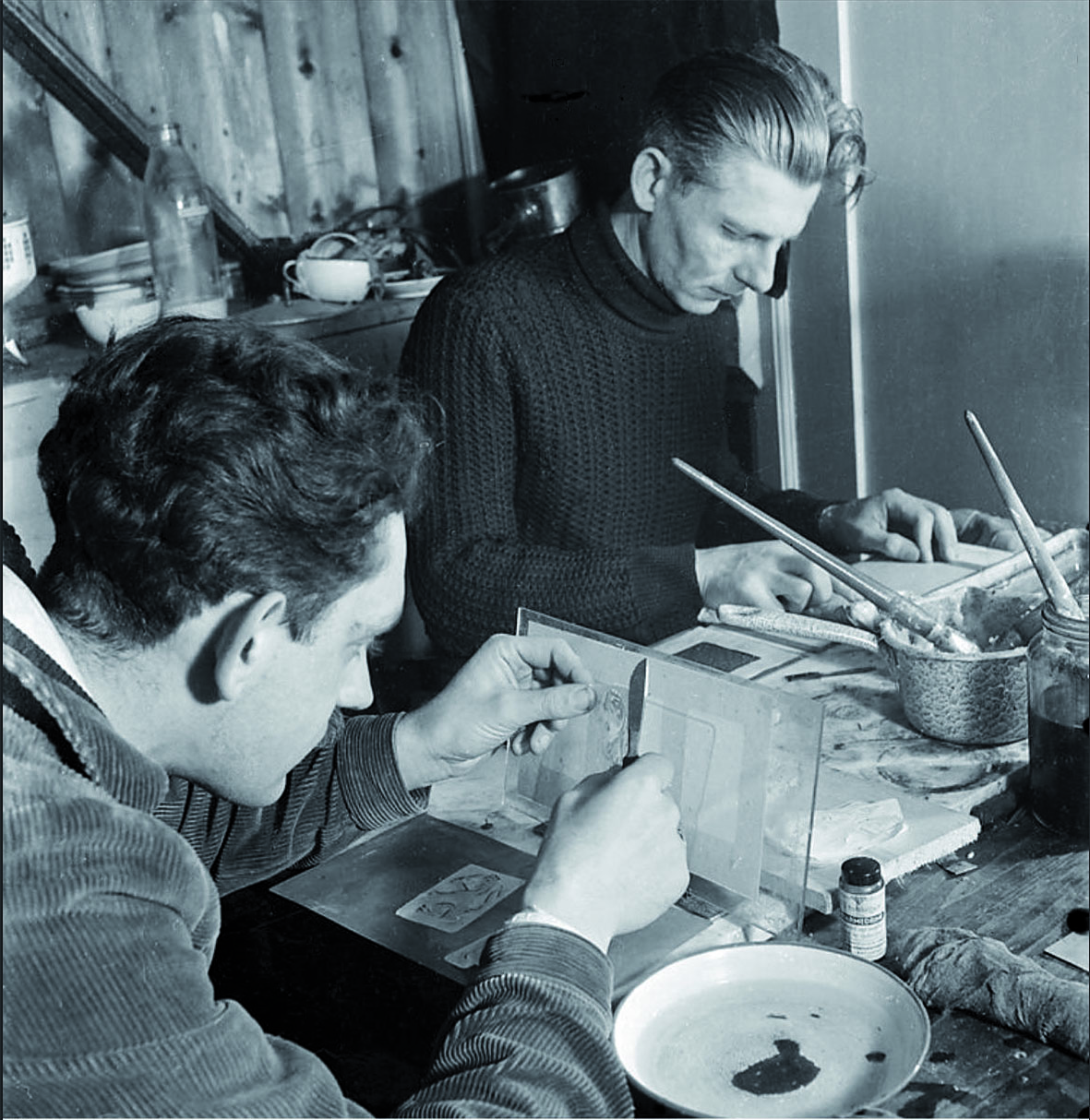
Maarten van Gilse (links) en Walter Brandligt (rechts) bezig met het vervalsen van persoonsbewijzen. (fotograaf: Violette Cornelius)

Nadat in november 1941 de Nederlandsche Kultuurkamer was opgericht, waartegen Brandligt zich fel keerde, publiceerde hij officieel geen boeken meer. Hij wakkerde onder andere kunstenaars het verzet tegen de kultuurkamer aan en organiseerde verboden culturele avonden. Daarnaast was hij vanaf 1942 de redacteur voor het illegale blad De Vrije Kunstenaar, een religieus en politiek onafhankelijk orgaan van Nederlandse kunstenaars, waarin de Brandarisbrief was opgenomen. Dit verzetsblad werd uitgegeven van 1 mei 1942 tot en met 1 mei 1945 in Amsterdam. Naast De Vrije Kunstenaar schreef Brandligt ook stukken voor het illegale studentenblad "Lichting" en publiceerde hij het verzetsblad "De Vrije Katheder". 
Vanaf het jaar 1942 was Brandligt actief lid van de Persoonsbewijzen Centrale (PBC). Onder leiding van Gerrit van der Veen vormde Walter Brandligt samen met Violette Cornelius, Maarten van Gilse, Nel Hissink, Dionisius Remiëns en Guusje Rübsaam de kern van deze groep, die in totaal 80.000 valse papieren heeft geproduceerd voor verzetsstrijders en onderduikers. Brandligts taak was om de “J” uit joodse persoonsbewijzen te halen en om de stempels na te tekenen. Op verzoek van Brandligt heeft Violette Cornelius de welbekende foto serie gemaakt van de PBC in actie, de negatieven werden begraven en na de oorlog pas opgegraven. Naast zijn betrokkenheid bij de verzetsacties van CS-6, De Vrije Kunstenaar en de PBC, was Brandligt ook lid van de knokploeg rond Gerrit van der Veen.

## Verraad
Brandligt had een afspraak met de tabakshandelaar F.H.F. Pas uit Soest, om informatie te krijgen over de verblijfplaats van zijn gearresteerde medewerkers Toon Broeckman en Dionisius Remiëns. Brandligt vertrouwde de afspraak niet, zegde hem af, maar besloot tien minuten voor de afgesproken tijd toch te gaan, gedreven door de hoop zijn vrienden te redden. Direct na deze riskante ontmoeting met Pas werd Brandligt gearresteerd door de Sicherheitsdienst, op 30 juli 1943, in het Noord-Zuid Hollandsch Koffiehuis, tegenover het centraal station van Amsterdam.
Na een veroordeling tot de dood door een Polizeistandgericht werd Walter Brandligt op 1 oktober 1943 samen met 18 andere leden van CS-6 geëxecuteerd door middel van een fusillade in de duinen bij Overveen. Met een leeftijd van 42 jaar was Brandligt de oudste onder de veroordeelden. Zijn vrouw Annetje Brandligt-Mossel bezocht Brandligt verschillende keren in de gevangenis en bracht dan schone kleren voor hem mee. De laatste keer mocht ze hem niet zien maar de cipier verzekerde haar dat het goed met hem ging. In de trein terug viel haar oog op een krant van een passagier tegenover haar. Daar zag ze de naam van haar man in een lijst van 19 gefusilleerde mannen. Totaal ontredderd reisde ze meteen naar Elisabeth de Meijier, een goede vriendin uit haar tijd in Cagnes Sur Mer, die inmiddels in Bilthoven woonde, om het verschrikkelijke nieuws te delen. De afscheidsbrief van Walter bereikte Annetje pas na zijn dood, deze brief is recent gevonden. Medio juli 1945 werden in de duinen achter het zogenoemde Helmmonument aan de Zeeweg, op grondgebied van de gemeente Zandvoort, enkele grafkuilen ontdekt en ontsloten. In een van deze grafkuilen werd het lichaam van Walter Brandligt aangetroffen, geïdentificeerd door de aanduiding van zijn initialen ‘W.B.’ op zijn kleding.

## Eerbewijzen

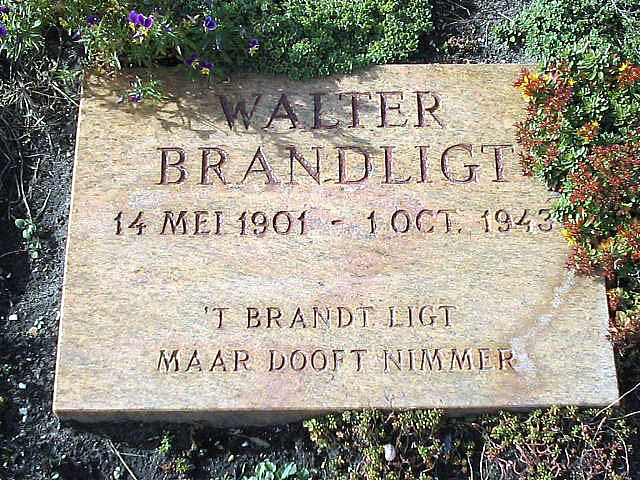
Eerebegraafplaats Bloemendaal

Ter nagedachtenis aan Walter Brandligt werd op 9 juli 1952 bij raadsbesluit een straat in Amsterdam vernoemd tot de Wolter Brandligtstraat. Ook is Walter Brandligt ter nagedachtenis opgenomen in de oprichtingsacte van Stichting Kunstenaarsverzet (1942-1945). In 1980 werd Walter Brandligt postuum onderscheiden met het Verzetsherdenkingskruis voor zijn moedige daden tijdens de oorlog. Zijn naam prijkt ook op pagina 800 van de Nationale Erelijst als een gevallene in het verzet. Walter Brandligt rust op de Eerebegraafplaats in Bloemendaal, in grafkuil XI, onder gedenksteen 5, grafvak 33. Het levensdevies van Walter Brandligt was: "’T brandt ligt maar dooft nimmer," een zin die onder andere te vinden is in zijn boeken en op zijn grafsteen.